# 紀尾井坂の変
紀尾井坂の変（きおいざかのへん）は、1878年（明治11年）5月14日に、内務卿大久保利通が東京府麹町区麹町紀尾井町清水谷で、斬奸状をたずさえた士族6名によって暗殺された事件である。襲撃現場は正確には紀尾井坂ではなく、坂下付近（現在の清水谷公園前）に位置する。「紀尾井町事件」「紀尾井坂事件」「大久保利通暗殺事件」ともいう。

## 暗殺犯の動向
実行犯は石川県士族島田一郎・長連豪・杉本乙菊・脇田巧一・杉村文一および島根県士族の浅井寿篤の6名から成る（脇田は暗殺にあたり罪が家におよぶのを恐れて士族を辞めて平民になった）。その中でも特に中心的存在であるのが島田一郎である。島田は加賀藩の足軽として第一次長州征伐、戊辰戦争に参加しており、明治維新後も軍人としての経歴を歩んでいたが、征韓論に共鳴しており、明治六年政変で西郷隆盛が下野したことに憤激して以後、国事に奔走することになる。
杉村寛正（杉村文一の兄）らも征韓論にあたり従軍願いを出している。さらに台湾出兵にあたっては杉村・長らは再び従軍願いを出しており、台湾出兵中止の噂に対する反対の建白書や佐賀の乱の処理を批判する建白書には杉村（寛）・島田・後に斬奸状を起草する陸義猶（陸九皐）が名を連ねている。しかし、これらの建白書は期待した効果を生まず、島田らは実力行使路線を採ることになる。1874年（明治7年）に島田と長は東京で会い、意気投合している。
長は1874年（明治7年）6月に台湾出兵について西郷、桐野利秋の見解を聞きに杉村（寛）、陸と鹿児島入りしている。半年ほど鹿児島に滞在し、私学校に留学している。1876年（明治9年）にも鹿児島入りして桐野らと旧交を温めている。
長が帰県した10月には神風連の乱、秋月の乱、萩の乱と士族反乱が相次ぎ、島田も金沢で挙兵計画に奔走するが失敗。さらに翌1877年（明治10年）の西南戦争では、島田と長が協力して挙兵計画に奔走したが、周囲の説得に苦慮している間に、4月に政府軍が熊本城に入城したとの情報を得て、勝敗は決したと計画を中止した。
この後、島田らは高官暗殺に方針を変更する。杉本・脇田・杉村らもこの時期に島田の計画に加わっている。脇田は10月、長は11月、杉村は12月、島田、杉本は翌年4月に上京している。唯一の島根県人である浅井は西南戦争当時警視庁の巡査であり警視隊に属して従軍し、1877年（明治10年）8月に東京に凱旋していたが、禁令を犯して1878年（明治11年）2月に免職となり、3月に島田らの暗殺計画を知って計画に加わった。
彼らの暗殺計画は複数のルートを経て、当時の警察のトップである大警視川路利良の耳にも入っていたが川路は「石川県人に何ができるか」と相手にしなかった。また高島鞆之助が同様のことを話しているが、その証拠として「（事件直後に）川路は現場に飛んで来て、手帳を出して人名を指差し、この6人の仕業に違いない、と手帳を叩いて涙をこぼしていた」と証言している。なお、川路は大久保の葬儀の翌日「大久保参議事変ニ付進退伺」を出し、却下されている。

## 斬奸状
島田らが大久保暗殺時に持参していた斬奸状（ざんかんじょう）は、1878年4月下旬に島田から依頼されて陸が起草したものである。そこでは、有司専制の罪として、以下の5罪を挙げている。
- 曰く、公議を杜絶し民権を抑圧し以て政事を私する。其罪一なり。（国会も憲法も開設せず、民権を抑圧している。）
- 曰く、法令漫施請託公行恣に威福を張る。其罪二なり。（法令の朝令暮改が激しく、また官吏の登用に情実・コネが使われている。）
- 曰く、不急の土木を興し無用の修飾を事とし以て国財を徒費する。其罪三なり。（不要な土木事業・建築により、国費を無駄遣いしている。）
- 曰く、慷慨忠節の士を疎斥し憂国敵愾の徒を嫌疑し以て内乱を醸成する。其罪四なり。（国を思う志士を排斥して、内乱を引き起こした。）
- 曰く、外国交際の道を誤り以て国権を失墜する。其罪五なり。（外国との条約改正を遂行せず、国威を貶めている。）

## 事件の数日前の悪夢
事件の数日前に前島密は、大久保から「西郷と口論して、私は西郷に追われて高い崖から落ちた。自分の脳が砕けてピクピク動いているのがアリアリと見えた」という悪夢を見た、と聞いていた。

## 暗殺当日
5月14日早朝、大久保は福島県令山吉盛典の帰県の挨拶を受けている。その話は2時間近くにおよび、山吉が辞去しようとしたときに大久保は三十年計画について述べている。これは明治元年から30年までを10年毎に3期に分け、最初の10年を創業の時期として戊辰戦争や士族反乱などの兵事に費やした時期、次の10年を内治整理・殖産興業の時期、最後の10年を後継者による守成の時期として、自らは第2期まで力を注ぎたいと抱負を述べた。
午前8時ごろ、大久保は麹町区三年町裏霞ヶ関の自邸を出発した。明治天皇に謁見するため、2頭立ての馬車で赤坂仮皇居へ向かった。同行していたのは御者の中村太郎と従者の芳松であった。ところが、午前8時30分ごろに紀尾井町清水谷（現在の参議院清水谷議員宿舎前）において暗殺犯6名が大久保の乗る馬車を襲撃した。まず芳松が襲われるが、なんとか逃亡し、近くの北白川宮邸に助けを求めた。日本刀で馬の足を切った後、馬車から飛び降りて立ち向かった丸腰の中村太郎を刺殺した。馬車の中で書類に目を通していた大久保は異変に気付き馬車から出ようとしたが、島田らは両方の扉を塞ぎ、大久保を馬車から引きずり降ろした。大久保は島田らに対して「無礼者」と一喝したが、護身のための武装をしていなかったことが仇となり、なす術もなく斬殺された（享年49〈数え年〉、満47歳没）。介錯として首に突き刺された刀は地面にまで達していた。『贈右大臣正二位大久保利通葬送略記・乾』によると大久保は全身に16箇所の傷を受けており、そのうちの半数にあたる8箇所は頭部に対するものであった（頭部は右側頭部1、後頭部2、額1、鼻下1、左顎下1、首両横各1、その他は右肩1、右腕1、右手甲2、左腕1、左手甲1、右腰1、左足膝1）
。事件直後に駆けつけて大久保の遺体を見た前島密が「肉飛び骨砕け、又頭蓋裂けて脳の猶微動するを見る」と表現している。
島田らは刀を捨て大久保に一礼をして撤収し、同日、大久保の罪五事と他の政府高官（木戸孝允、岩倉具視、大隈重信、伊藤博文、黒田清隆、川路利良）の罪を挙げた斬奸状を手に自首した。

## 事件後の出来事
事件前後の伊藤博文
伊藤博文は 「大久保から手紙が来た『今から私は直ぐ参朝するから貴君も直ぐ来て下さい』と云ふ文意である。何でも朝殺される僅か数分前に書かれたものだ。（中略）赤坂の方から参内する。向ふは紀尾井坂より行つた。赤坂の内閣に出ると「凶変を知つて居るか。今大久保公が殺された』と云ふとぢや。実に意外なことで誠に残念千万の次第であつた。即ち此の時、公が我輩に贈られた手紙は大久保公の絶筆である」と語っている。
大久保の葬儀
事件の翌日の5月15日に大久保に正二位右大臣が追贈され、大久保および御者の中村の慰霊式が行われ、17日に両者の葬儀が行われた。大久保の葬儀は大久保邸に会する者1,200名近く、費用は4,500円余りという近代日本史上最初の国葬級葬儀となった。
会津人の反応

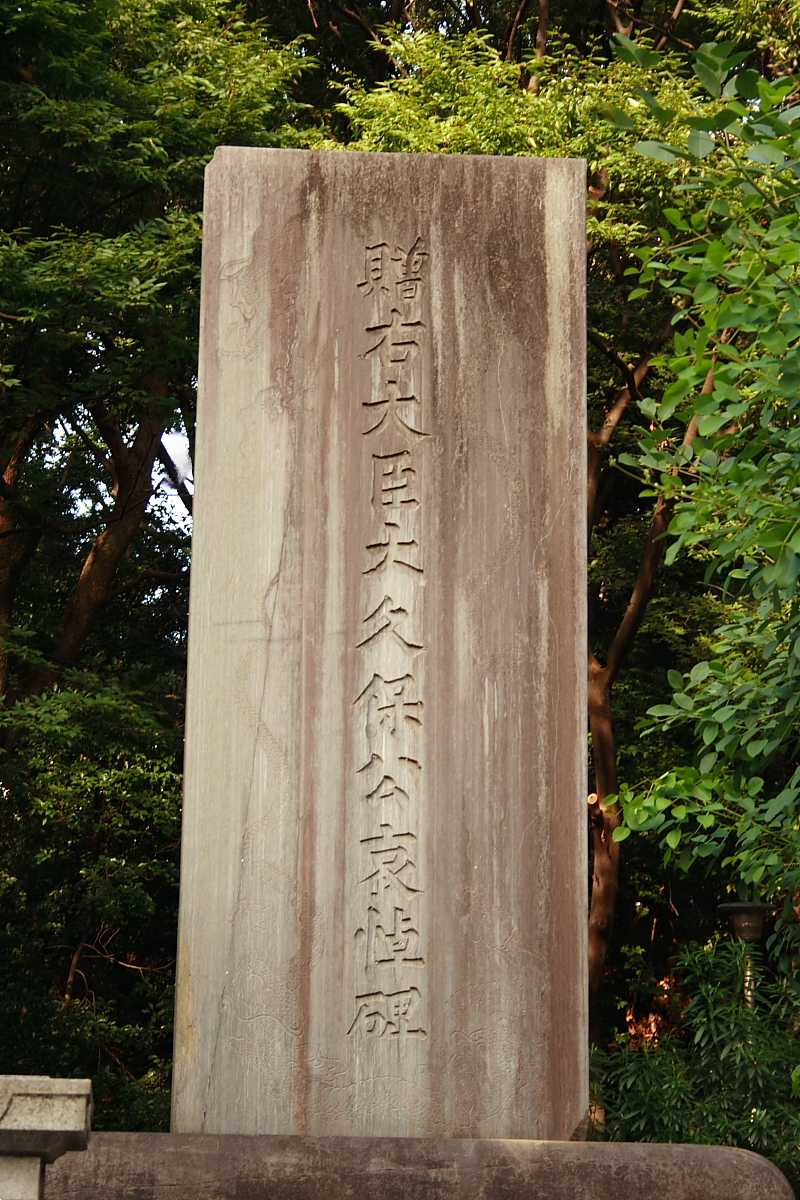
紀尾井坂の変の石碑

会津藩出身の軍人である柴五郎は、当時まだ18歳であったが大久保の非業の死を聞いて、西郷の非業の死とあわせて「両雄非業の最期を遂げたるを当然の帰結でなりと断じて喜べり」と書いている。
石川県人の反応
石川県人の中には、事件を聞いて快哉の手紙を故郷に送った人がいたという。
内村鑑三の反応
内村鑑三は『内村鑑三日記』にその感想を記した。
高官の護衛強化
この事件を機に、政府高官の移動の際は、数人の近衛兵らによる護衛が付くようになった。
事件の捜査
警察の捜査は厳重を極め、斬奸状を起草した陸や、島田に頼まれ斬奸状を各新聞社に投稿した者（しかし各紙に黙殺されて掲載されなかった。「朝野新聞」は5月15日に要旨を短く紹介したが即日、7日間の発行停止を命じられた）、事件を聞いて快哉を叫んだ手紙を国許に送っただけの石川県人など30名が逮捕された。
処罰
政府は暗殺犯を刑法上規定がない「国事犯」として処理し、大審院に「臨時裁判所」を開設して裁判を行った。臨時裁判所は形式上は大審院の中に存在するが、実際は、太政官の決裁により開設し、太政官から司法省に委任された権限に基づいて判決を下す事実上の行政裁判所であった。司法卿によって任命された玉乃世履判事らは同年7月5日に判決案を作成し司法省に伺いを立て、司法省では、これを受けて7月17日に太政官に伺書を提出した。太政官は7月25日に決裁し、7月27日に6名は判決を言い渡され、即日、斬罪となった。斬奸状を起草した陸は終身禁錮刑に処せられたが、1889年（明治22年）に大日本帝国憲法発布により特赦を受けて釈放された。
大久保の遺した借金の補填
斬奸状には大久保が公金を私財の肥やしにしたと指摘の言葉があったが、実際は正反対で本来は公費にて実施すべき必要な公共事業を自身の私財で行うなど、金銭については潔白な政治家だった。そのため、死後は8,000円もの借金が残ったという。政府は、このまま維新の三傑である大久保の遺族が路頭に迷うのは忍びないという配慮から、協議の上、大久保が生前に鹿児島県庁に学校費として寄付した8,000円を回収し、さらに8,000円の募金を集めて、この1万6,000円で遺族を養うことにした。
明治政府の石川県に対する分割処置
実行犯の島田らの出身地である石川県は事件発生当時、旧越中国全域および旧越前国の大半も含めた大県であったが、当事件をきっかけに、明治政府は石川県は大県かつ不平士族が多い故の難治県と警戒するようになり、石川の力を削減するために、（事件からおよそ3年後の）1881年に旧越前国を福井県に、1883年に旧越中国を富山県にそれぞれ分県させることに繋がった。
贈右大臣大久保公哀悼碑
事件から10年後の1888年（明治21年）5月、西村捨三・金井之恭・奈良原繁らによって「贈右大臣大久保公哀悼碑」が建てられた。
暗殺一味の松田秀彦のその後
暗殺計画に関与した松田秀彦（鳥取県出身の島根県士族）は事件後に連座して服役し、出獄後は大日本武徳会の武道家として有名になった。
遺品となった懐中の手紙と暗殺時の馬車、刀剣の行方
大久保は家族にも秘密で、生前の西郷から送られた手紙を入れた袋を持ち歩き、暗殺された時にも西郷からの手紙を2通懐に入れていた。なお、事件後は大山巌が血染めになったそれを所持したとされている。また暗殺時に所持していたため血痕が付いた明治11年５月13日付の楠本正隆からの書簡は「大久保利通関係資料」のひとつとして重要文化財に指定され、国立歴史民俗博物館が所蔵。大久保が暗殺時に乗っていた血染めの英国製馬車（車長340cm、車幅165cm、車高185cm）は大久保家高輪別邸（東京市芝区二本榎西町）内の祠で保存されていたが、1941年（昭和16年）、大久保の三男・侯爵大久保利武が永代供養のため岡山県倉敷市の五流尊瀧院・五流会館に奉納され現存。高輪別邸の祠は規模を縮小し、現在もマンション「高輪ハウス」の敷地東南角に「大久保利通公を祀る祠」としてたたずんでいる。島田一郎が大久保を惨殺した日本刀と鞘は警視庁に押収され、警視庁本庁2階の警察参考室で一般公開されている。